# Juan de Arfe
Juan de Arfe y Villafañe (León, 1535- Madrid, 3 de abril de 1603) fue un orfebre español. Estaba especializado en platería. Provenía de una familia de orfebres de origen alemán. Sus obras más conocidas son las custodias asiento de las catedrales de Sevilla, Valladolid y Ávila. Realizó diversos encargos para Felipe II. También publicó varios tratados sobre arte y artesanía que fueron muy divulgados.

## Biografía
Era hijo del platero Antonio de Arfe y María de Betanzos y Villafaña. Su abuelo fue un célebre maestro artesano llamado Enrique de Arfe. Su hermano Antonio de Arfe y Villafañe fue orfebre y grabador. Según la experta en historia de la orfebrería española Sanz Serrano, Enrique procedía de una ciudad llamada Erkelenz, de la comarca de Colonia, Alemania. Pudo haber cursado su formación en dicha comarca o en la ciudad de Aquisgrán. La zona comprendida entre el Mosa y el Rin tenía una gran tradición orfebre que se remontaba al Medievo. Se trabajan el bronce, el latón, el hierro y la plata. Estos productos eran exportados al resto de Europa. Enrique emigró a León, España, donde fue conocido al principio como Enrique de Colonia. Según el historiador Francisco Javier Sánchez Cantón, en su obra sobre los Arfe de 1920, Enrique era natural de una localidad renana llamada Harff, lo que ha sido sostenido por otros posteriormente.
Los artesanos afincados en una ciudad aceptaban encargos del resto de España, llegando incluso a fijar su residencia durante tiempos prolongados en otros lugares. Enrique de Arfe estuvo realizando encargos en Toledo y Córdoba. Antonio de Arfe residió en Valladolid, pero realizó encargos en Santiago de Compostela y León.
Aunque Juan nació en León en 1535, cuando era muy joven se trasladó con su padre a Valladolid, donde empezó a aprender el oficio de la platería. En 1562 se casó en Valladolid con Ana Martínez de Carrión, que era hija y nieta de plateros. En 1563 nació su única hija, Germana, que en 1596 se casó con el platero Lesmes Fernández del Moral.
Su hermano, Antonio de Alfaro, era grabador de ilustraciones para libros.

## Orfebrería

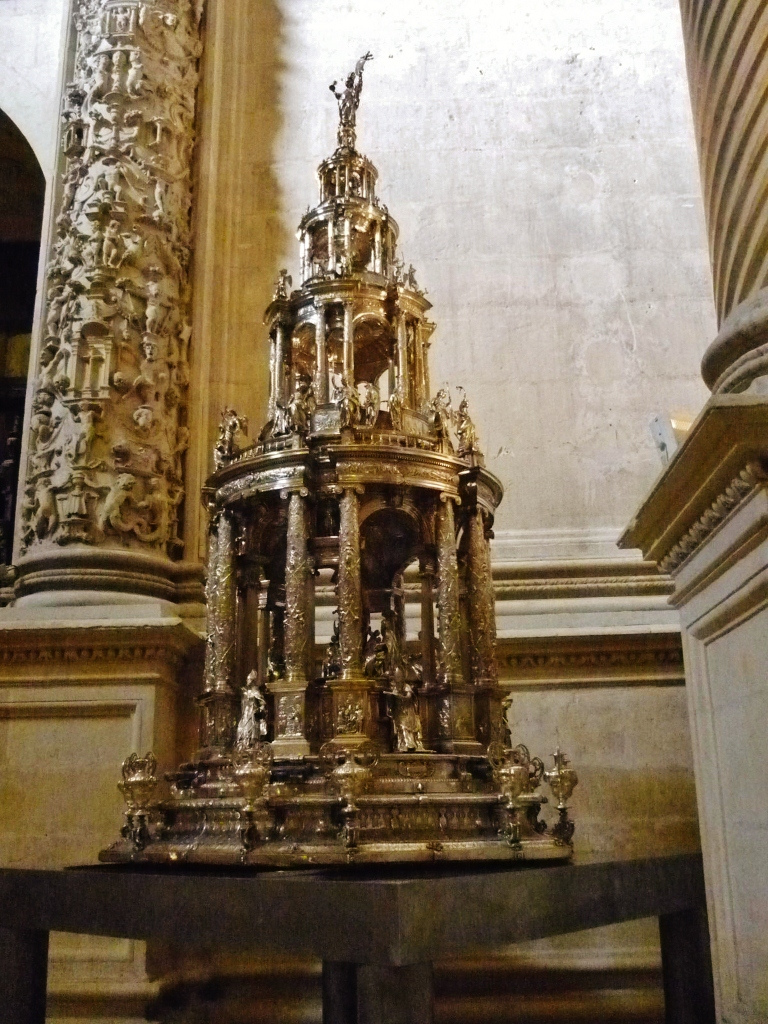
Custodia de la catedral de Sevilla.

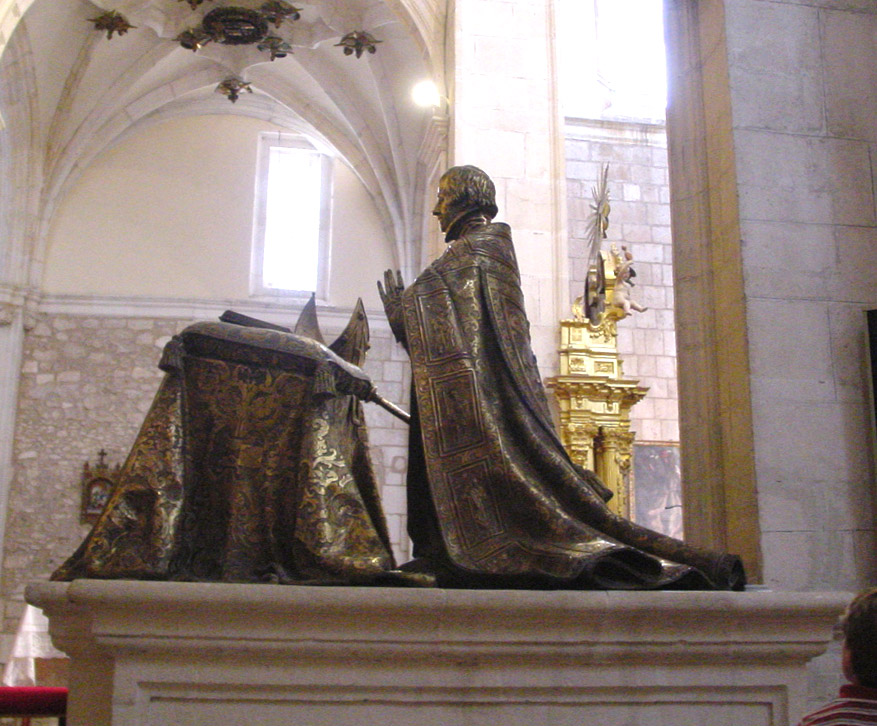
Estatua del arzobispo Cristóbal Rojas en la colegiata de Lerma.

Sus obras más célebres son sus custodias de asiento. Normalmente sus custodias cuentan con cuatro cuerpos sostenidos con columnas. El cuerpo que contiene la Eucaristía estaba decorado con figuras de los doce apóstoles de espaldas, de cara al sacramento. Además tenían otras escultoras del Antiguo y del Nuevo Testamento.
A comienzos de la década de 1560 pudo haber realizado una cruz para la catedral de Valladolid que hoy se encuentra en Barcelona. Aunque la pieza está fechada y firmada, su autenticidad ha sido puesta en duda. En 1564 firmó un contrato para la realización de la custodia de asiento para la catedral de Ávila. La finalizará en 1571. Esta custodia tiene seis cuerpos, donde se alternan bases exagonales y circulares. En la base hay treinta relieves con escenas del Génesis. En el segundo cuerpo hay figuras de los Padres de la Iglesia. En el tercer cuerpo se representa la Transfiguración de Jesús. El cuarto cuerpo lo ocupa Dios Padre. Hay algunos detalles que se aprecian en las custodias de su padre en Santiago de Compostela y Medina de Rioseco, como las torres en las esquinas del primer cuerpo, los templetitos en el tercer cuerpo y una figura similar a Hermes en el cuarto. La cruz de la parte superior es un añadido posterior. En esta etapa también realizó dos cetros para la catedral de Ávila, de los cuales solamente se conservan dos réplicas.. En 1573 realizó un relicario de plata para la reliquia del brazo de San Cristóbal que se conserva en el Museo de la Catedral de Santiago de Compostela. Entre 1571 y 1579 estuvo en Valladolid y también estuvo presente en la Corte.
En 1579 se trasladó a Sevilla, donde tenía su casa junto al colegio de San Miguel. En 1580 se presentó a un concurso para la realización de una custodia de asiento para la catedral de Sevilla. A este concurso concurrieron también los plateros Francisco de Alfaro y Francisco Merino. Finalmente, le encargaron la custodia a Juan. El encargo fue terminado en 1587. En esta labor le ayudó el platero Hernando de Ballesteros el Mozo. Entre 1583 y 1587 probablemente se ausentó un tiempo de Sevilla, ya que subarrendó su casa en marzo de 1583. En 1592 realizó en Sevilla una mesa de plata con la historia de Anteo, que no se conserva.
La custodia de la catedral de Sevilla mide 3,80 m. Según el propio Juan de Arfe es su mejor obra, en parte, porque tuvo que competir en un concurso con los otros dos reconocidos maestros. La iconografía que decora la custodia fue diseñada por el canónigo Francisco Pacheco, tío del pintor homónimo. Tiene cuatro cuerpos con bases circulares, aunque la base del conjunto es una plataforma hexagonal. En el primer y el segundo cuerpo hay figuras de los apóstoles orientados hacia el interior. Existe también una "maqueta" de 1,04 m de dicha custodia realizada por un autor anónimo en 1580 de madera plateada. La custodia ha sido reformada ligeramente en algunas ocasiones, siendo la más destacable de ellas la que tuvo lugar en 1668.
En 1587 le encargaron la realización de la custodia de asiento de la catedral de Valladolid. Finalizó este encargo en 1590. Esta custodia es similar a las de Ávila y Sevilla, solo que de menores proporciones. Tiene cuatro cuerpos que se alternan con bases hexagonales y circulares, sostenidos por columnas diferentes en cada cuerpo. En la parte superior hay una pirámide con una esfera. Es de las pocas custodias de Juan de Arfe que consera el remate primitivo. En la base del primer cuerpo hay escenas del Antiguo Testamento y en la base del segundo hay escenas del Nuevo Testamento. Fuera de la custodia, en la plataforma donde se encuentra, hay unas figuras de Adán y Eva, el Árbol de la Ciencia y la Serpiente. Estas figuras antes se encontraban en el primer cuerpo. La imagen de la Asunción de la Virgen del segundo cuerpo debió ir en el tercero. La Eucaristía iba originalmente en el segundo cuerpo y hoy se sitúa en el primero.
Vivió en Burgos desde 1589 a 1595. En 1592 realizó una custodia para la catedral de Burgos. Esta custodia fue destruida en la invasión francesa de principios del siglo XIX. En esta custodia se representaba la Última Cena, que es un tema que también elaboró su padre en la custodia de Santiago de Compostela. Solamente se conserva el viril del interior de la custodia, que da testimonio los comienzos de Arfe en el estilo manierista, aunque tiene algunas adiciones del siglo XVIII. Al igual que en la custodia de Sevilla, había doce niños con símbolos de la Pasión.
Se le ha atribuido un relicario con los restos de santa Casilda para la catedral burgalesa. El relicario está decorado con un busto de la santa. Este relicario habría sido realizado entre 1590 y el 1600. En 1592 reformó la cruz que había realizado Juan de Horna en 1537 para esta catedral. También en la misma catedral hay una atribución dudosa, que es el aguamanil pontifical realizado en torno a 1597-1598.
También en 1592 realizó la custodia para el convento del Carmen Extramuros de Valladolid, que hoy se conserva en el museo de Santa Cruz de Toledo. En 1595 realizó dos ciriales para este mismo convento, que no se conservan.

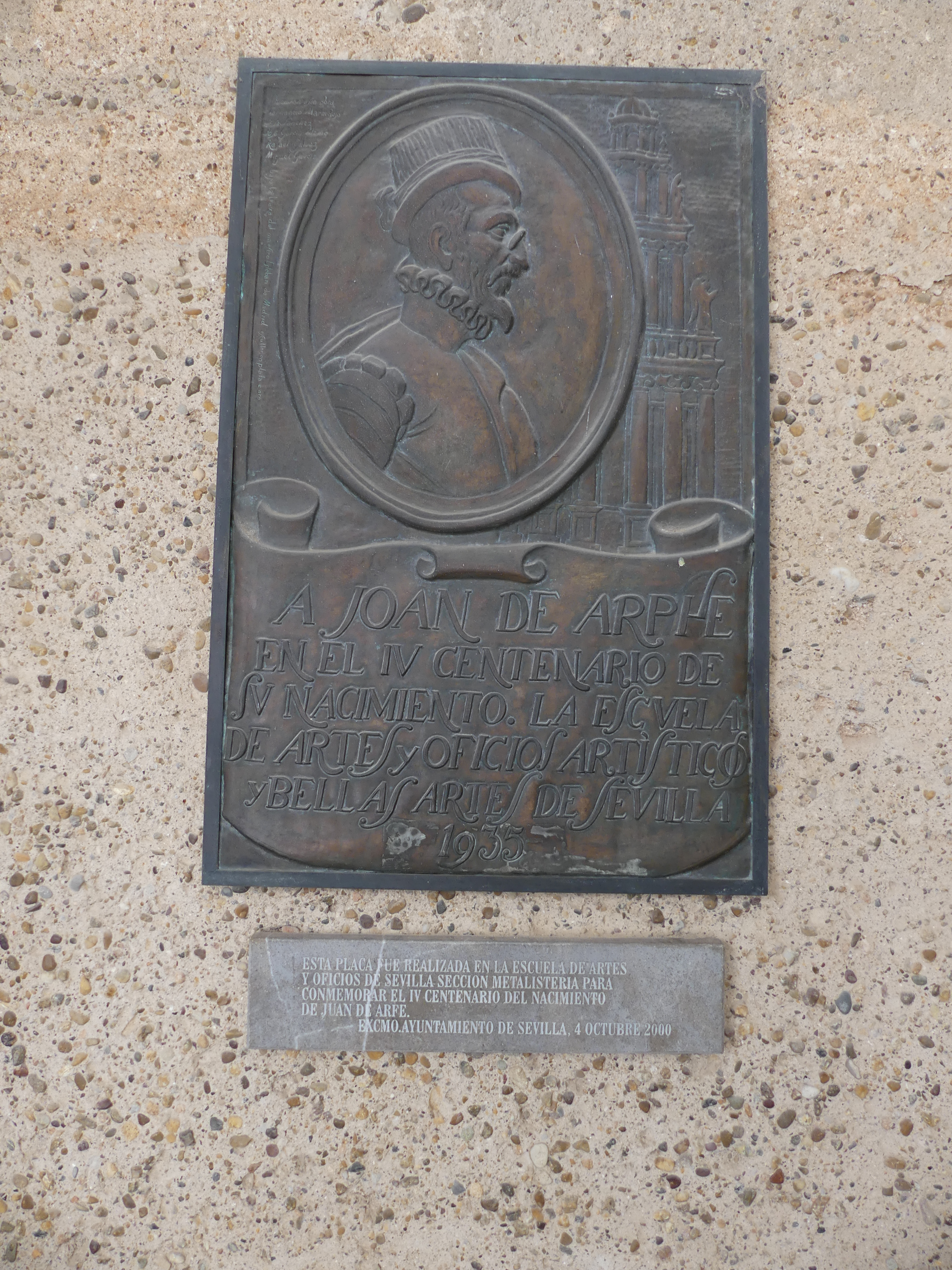
Placa de bronce dedicada a Juan de Arfe en la plaza del Cabildo de Sevilla.

Entre 1594 y 1597 realizó, junto con su yerno Lermes, una custodia portátil diseñada para colocarse sobre un cáliz. Este encargo fue para la parroquia de San Facundo y San Primitivo de Las Quintanillas, pero en la actualidad no se conserva. En 1596 realizó una custodia para un encargo de San Sebastián de los Reyes, que no se conserva.
Entre 1599 y 1602 realizó una custodia para la catedral de El Burgo de Osma, aunque no se conserva.
Entre 1600 y 1602 realizó una custodia para la parroquia de San Martín de Madrid, que no se conserva.
Fue miembro de la Hermandad de la Virgen de Val y San Eloy de Valladolid, del gremio de los plateros. El historiador José Alberich lo calificó como "el Cellini español".

### Trabajos para Felipe II
Comenzó a trabajar en la Corte en 1596, aunque ya había intentado trabajar para Felipe II anteriormente. Su primer trabajo fue repasar unos grupos escultóricos del monasterio de El Escorial realizados por Pompeo Leoni.
Entre 1596 y 1599 realizó diversos trabajos en los sepulcros reales del monasterio de El Escorial. Entre 1597 y 1599 participó en la realización de 74 relicarios con bustos de cobre para este monasterio. De estos 74 se conservan solamente 37, de los cuales solamente 3 llevan la firma de Juan.
En 1599 realizó un aguamanil con su correspondiente fuente para Felipe II, aunque no se conservan. Entre el 1600 y 1601 realizó el aderezo de un frontal de altar de cobre, que era Felipe II, que se colocaría en el monasterio de El Escorial, aunque no se conserva.

### Trabajos para el duque de Lerma
Con la muerte de Felipe II llegó al trono Felipe III, que contaba con el duque de Lerma como valido. El duque contrató a Pompeo Leoni para hacerle cuatro estatuas para su panteón familiar del convento de San Pablo de Valladolid. Leoni realizó modelos en yeso a tamaño natural del duque y la duquesa y uno a pequeña escala del arzobispo de Toledo. Envió estos modelos al taller de Madrid de Jácome Trezzo, donde pensaba terminar el trabajo y fundirlos. No obstante, Juan de Arfe le hizo una oferta más económica al duque, que le contrató. Con la ayuda de su yerno y los moldes de Leoni, Juan hizo esas tres figuras de bronce. No obstante, la cuarta, del arzobispo de Sevilla Cristóbal Rojas Sandoval, no fue realizada por Leoni, y fue un trabajo completo de Juan con la ayuda de su yerno. Juan de Arfe y Lesmes realizaron estos trabajos entre 1601 y 1603.
La estatua del arzobispo de Sevilla se conserva en la colegiata de San Pedro de Lerma. Se conserva también una carta de Juan de Arfe con algunos bocetos de sillares para los sepulcros de los duques de Lerma, aunque este proyecto no se realizó. Entre 1602 y 1603 realizó un modelo de cera para la tumba del cardenal-arzobispo de Toledo, aunque este proyecto no se realizó y tampoco se conserva este modelo.

## Obra escrita
Quilatador de oro, plata y piedras
Fue publicada en Valladolid en 1572. En 1598, cuando era ensayador mayor de la Casa de la Moneda de Segovia, publicó una segunda edición, más voluminosa, que incorporaba antes de cada capítulo la legislación vigente al respecto. La tercera edición, de 1678, hizo una refundición de las dos primeras, en la que se añade información y se ponen los textos de Juan con el título "Arphe". Este libro fue muy difundido entre los orfebres y, sobre todo, entre los plateros. La obra está conformada por cinco libros:
- En el primero, se declara el marco castellano y sus pesas, y se enseñan las ligas y aleaciones de la plata con las tablas para ligar y alear todas las leyes altas y bajas.
- En el libro segundo, muestra las pesas del oro y el orden de ligar y alear oro, en poca y mucha cantidad con tablas hechas (para esto).
- En el libro tercero, trata como se ensayan estos dos metales, y se declara la ley nueva del año 88, hecha sobre los ensayos, y el orden de hacer puntas para plata y oro.
- En el libro cuarto, como se ha de examinar la plata que labran los tratados, y como se hacen las pesas y medidas para todos mantenimientos con tablas para todos precios.
- En el quinto libro, trata del valor y conocimiento de las piedras preciosas, y perlas, y parte de sus virtudes.

De varia commensuración para la Esculptura y Architectura
En 1585 se publicaron en Sevilla solo los dos primeros libros de los cuatro que tenía esta obra. Se publicará con sus cuatro libros en 1587. Fue reeditado en 1736, con un añadido de Pedro Enguera, y en 1806.
En este libro se estudia con detalle las medidas y proporción del cuerpo humano y de los animales, incluyendo una novedad, y es que se ocupa por primera vez de los huesos y los músculos. Alude de manera elogiosa a Durero y sus estudios sobre las proporciones corporales, si bien los historiadores aclaran que Arfe hubo de conocer dichos trabajos. Es posible que poseyera la versión latina del tratado sobre las proporciones de Durero. Por lo tanto, lo cita en el Libro Segundo, junto a la obra escultórica de Pomponio Gaurico. También en este tratado, Arfe critica los excesos decorativos de la arquitectura manierista.
El libro segundo de esta obra trata Gnomónica, es decir, los relojes solares. Se describe con detalle la construcción y trazado de las líneas horarias.
Descripción de la traça y ornato de la custodia de plata de la Santa Yglesia de Sevilla
Lo publicó en Sevilla en 1587. Se trata de un folleto donde explica con detalle la custodia de la catedral de Sevilla.